# 米納勒爾希爾斯 (密歇根州)
米納勒爾希爾斯（英語：Mineral Hills）是位於美國密歇根州艾昂縣的一個非建制地區。

## 地理
米納勒爾希爾斯所處的海拔為高於海平面487米（即1598英呎），而該地所採用的時區為UTC-6，即北美中部時區（CST）。同時該地設有夏令時間，為UTC-6調快一小時，即UTC-5（CDT）。